# 特種部隊Online
《特種部隊Online》是一款線上第一人稱射擊遊戲。開發者是南韓的DragonFly（蜻蜓）公司。在台灣曾經作為TeSL職業電競聯賽電競項目之一，在電視上播出。

## 运营历史
2004年在南韓首先發行，發行商為Pmang。
2006年10月13日 - 20日，台湾华义国际进行封测。当月25日，台湾公测。
2007年5月中國由中华网游戏集团开始负责运营。2011年9月22日，在其新版本发布会上，主持人曾喊出“虐死非专业”之口号，矛头直指同时期竞争对手腾讯旗下的FPS游戏《穿越火线》。但大约一年后，2012年8月17日以停止服务告终。
2012年11月台灣更名為New SFOnline。
2017年韓國原廠不再與台灣代理商華義國際續約。台灣華義國際於2017年10月24日12:00結束營運，轉由韓國原廠繼續營運。
2017年10月24日23:11台灣LaMate國際公司宣布由韓國Dragon fly與原台灣華義國際交接台灣地區SF代理權。
2018年12月，中国创天互娱公司宣布获得《特种部队Online》运营代理权。
2019年1月3日，中国创天互娱公司宣布“复活”SF在中国的运营，1月11日开启删档内测。

## 遊戲模式
- 個人戰
- 團體戰
- 軍團戰
- CTC大頭模式2
- CTC大頭模式
- 生死格鬥
- 生死格鬥2
- 殭屍模式2
- 殭屍模式
- 殭屍坦克
- 佔領戰
- 狙擊戰or副武戰
- 手槍專用模式
- 1:1模式
- 海盜模式
- 新手訓練模式
- 選手訓練場
- 散彈槍對決
- 水球模式
- 泰坦模式